# Hugo Blanco Galiasso
Hugo Blanco Galiasso (* 22. Januar 1937 in Chaco) ist ein argentinischer Schauspieler.

## Leben
Blanco begann seine schauspielerische Karriere bereits im Alter von fünf Jahren; später erhielt er den Nationalpreis für seine Leistung im Stück „Clerambaro“. Seine Theaterlaufbahn führte ihn zu Engagements in den Compagnien von Pepota Serrador ebenso wie bei Jose Cibrián / Ana María Campoy. Nach ersten Fernseh-Engagements ging er 1961 wie etliche seiner Kollegen nach Spanien, um dort im Filmgeschäft Fuß zu fassen. Seinen ersten Film dort drehte er mit Jess Franco 1962. La mano de un hombre muerto folgten über fünfzig Auftritte für das Kino und das Fernsehen, meist in wichtigen Nebenrollen, gelegentlich auch in der Hauptrolle. Mitte der 1980er Jahre ging Blanco nach Argentinien zurück, wo er 1991 seinen bislang letzten Film drehte.
Einige seiner Pseudonyme waren John Clark, John Russell und Hugh White.

## Filmografie (Auswahl)
- 1964: Die lebenden Leichen des Dr. Jekyll (El secreto del Dr. Orloff)
- 1965: Blei ist sein Lohn (Ocaso de un pistolero)
- 1965: Jetzt sprechen die Pistolen (Perché uccidi ancora?)
- 1966: Django, der Rächer (Texas addio)
- 1966: Mountains (Mestizo)
- 1966: Ohne Dollar keinen Sarg (El precio de un hombre)
- 1967: Die Gewalttätigen (Crónica de un atraco)
- 1967: Eine Kugel für Mac Gregor (7 donne per i Mac Gregor)
- 1968: Für ein paar Leichen mehr (Sonora)
- 1968: Von Django – mit den besten Empfehlungen (Uno dopo l'altro)
- 1973: Ein kurzer Urlaub (Una breve vacanza)
- 1975: Das Mäschen mit der Korallenhaut (La ragazza dalla pelle di corallo)
- 1975: Die Öl-Piraten (Docteur Justice)
- 1975: Das Tal der tanzenden Witwen
- 1977: Die Standarte
- 1985: Tex und das Geheimnis der Todesgrotten (Tex e il signore degli abissi)